# Don McNeill (tennis)
Pour les articles homonymes, voir Don McNeill et McNeill.
William Donald McNeill dit Don McNeill, né le 30 avril 1918 à Chickasha en Oklahoma et mort le 28 novembre 1996 à Vero Beach, est un joueur de tennis américain.
Il remporte deux titres du Grand Chelem en simple, Roland-Garros en 1939, et l'US Open en 1940, ainsi que deux titres en double : Roland-Garros en 1939 et l'US Open en 1944. Il crée la surprise lors de son titre à Paris en battant le favori Bobby Riggs en finale alors qu'il n'est classé que 13e joueur aux États-Unis.
Il étudie au Kenyon College dans l'Ohio. Pendant la Guerre, il sert comme lieutenant dans l'US Navy et est attaché à l'ambassade des États-Unis à Buenos Aires
Don McNeill est membre du International Tennis Hall of Fame depuis 1965.

## Palmarès (partiel)

### Titres en simple messieurs
| No | Date       | Nom et lieu du tournoi                          | Catégorie | Surface      | Finaliste      | Score                     |          |
| -- | ---------- | ----------------------------------------------- | --------- | ------------ | -------------- | ------------------------- | -------- |
| 1  | 08-06-1939 | Internationaux de France, Paris                 | G. Chelem | Terre (ext.) | Bobby Riggs    | 7-5, 6-0, 6-3             | Parcours |
| 2  | 02-09-1940 | US National Championships, Forest Hills         | G. Chelem | Gazon (ext.) | Bobby Riggs    | 4-6, 6-8, 6-3, 6-3, 7-5   | Parcours |
| 3  | 1946       | Eastern Grass Court Championships, South Orange |           | Gazon (ext.) | Gardnar Mulloy | 3-6, 4-6, 12-10, 7-5, 6-3 |          |

### Finale en simple messieurs
| No | Date | Nom et lieu du tournoi                    | Catégorie | Surface | Vainqueur   | Score                     |  |
| -- | ---- | ----------------------------------------- | --------- | ------- | ----------- | ------------------------- |  |
| 1  | 1940 | Pacific Southwest Tournament, Los Angeles |           | NC      | Bobby Riggs | 5-7, 2-6, 6-0, 12-10, 6-3 |  |

### Titres en double messieurs
| No | Date       | Nom et lieu du tournoi                 | Catégorie | Surface      | Partenaire     | Finalistes                   | Score                    |          |
| -- | ---------- | -------------------------------------- | --------- | ------------ | -------------- | ---------------------------- | ------------------------ | -------- |
| 1  | 08-06-1939 | Internationaux de France Paris         | G. Chelem | Terre (ext.) | Charles Harris | Jean Borotra Jacques Brugnon | 4-6, 6-4, 6-0, 2-6, 10-8 | Parcours |
| 2  | 30-08-1944 | US National Championships Forest Hills | G. Chelem | Gazon (ext.) | Bob Falkenburg | Bill Talbert Pancho Segura   | 7-5, 6-4, 3-6, 6-1       | Parcours |

### Finale en double messieurs
| No | Date       | Nom et lieu du tournoi                 | Catégorie | Surface      | Vainqueurs                  | Partenaire     | Score                     |          |
| -- | ---------- | -------------------------------------- | --------- | ------------ | --------------------------- | -------------- | ------------------------- | -------- |
| 1  | 31-08-1946 | US National Championships Forest Hills | G. Chelem | Gazon (ext.) | Gardnar Mulloy Bill Talbert | Frank Guernsey | 3-6, 6-4, 2-6, 6-3, 20-18 | Parcours |

### Finale en double mixte
| No | Date       | Nom et lieu du tournoi                 | Catégorie | Surface      | Vainqueurs                    | Partenaire    | Score    |          |
| -- | ---------- | -------------------------------------- | --------- | ------------ | ----------------------------- | ------------- | -------- | -------- |
| 1  | 30-08-1944 | US National Championships Forest Hills | G. Chelem | Gazon (ext.) | Margaret Osborne Bill Talbert | Dorothy Bundy | 6-2, 6-3 | Parcours |